# Echo (Unix)
echo è un comando dei sistemi operativi Unix e Unix-like, e più in generale dei sistemi POSIX, che scrive i suoi parametri sullo standard output (tipicamente sul terminale da cui il comando è stato eseguito), solitamente usato negli script di shell per visualizzare messaggi informativi e/o per scrivere del testo in un file. Varianti di tale comando sono disponibili anche in altri sistemi operativi, tra i quali MS-DOS, AmigaOS, Microsoft Windows e OS/2.

## Sintassi
La sintassi generale di echo è la seguente:
```
echo [
arg1
 …]
```

I parametri arg indicano il testo da scrivere sullo standard output.
In alcune varianti di Unix, ma anche nella versione GNU, il comando echo supporta anche delle opzioni, tra cui ad esempio vi sono -n e -e che influenzano il modo in cui i parametri sono interpretati ed il modo in cui sono visualizzati. Si tratta tuttavia di opzioni non standard a causa di incompatibilità storiche tra i sistemi  BSD e System V; dove si presentano problemi è possibile utilizzare il comando printf.

## Esempi di utilizzo
Il comando visualizza la scritta Questo è un testo.:
```
$ 
echo Questo è un testo.

Questo è un testo.
```

Il comando scrive Questo è un testo. nel file test.txt usando la redirezione tramite l'operatore "maggiore".  Il contenuto del file viene poi visualizzato tramite il comando cat:
```
$ 
echo "Questo è un testo." > test.txt

$ 
cat test.txt

Questo è un testo.
```

## Altri linguaggi
Il comando echo è presente anche in alcuni linguaggi di programmazione, come PHP, per produrre un output di una o più stringhe.